# Tetrabrachiidae
Tetrabrachiidae es una familia de peces lofimorfes que se encuentran en aguas relativamente poco profundas del Océano Índico y el Océano Pacífico occidental desde Indonesia y Nueva Guinea a Australia. Prefieren vivir en regiones con el fondo del océano compuesto por sedimentos blandos.